# Півкулі Землі

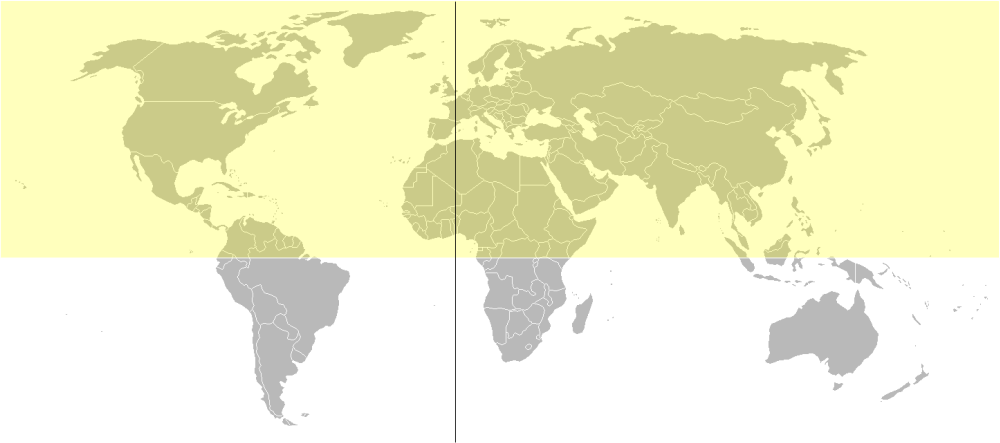
Територія північної півкулі виділена жовтим

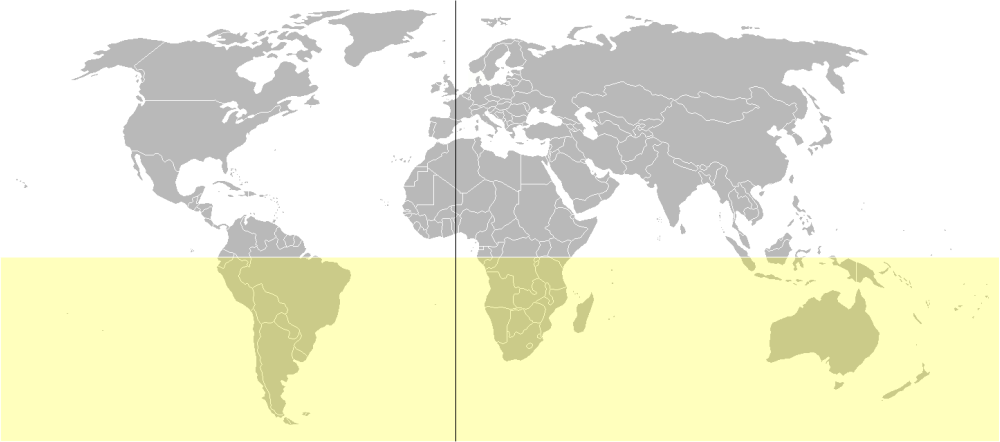
Територія південної півкулі виділена жовтим

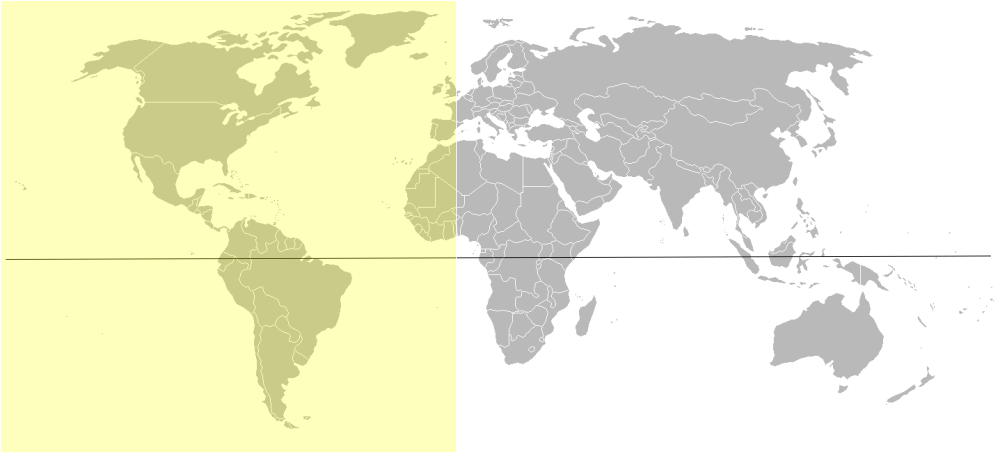
Територія західної півкулі виділена жовтим

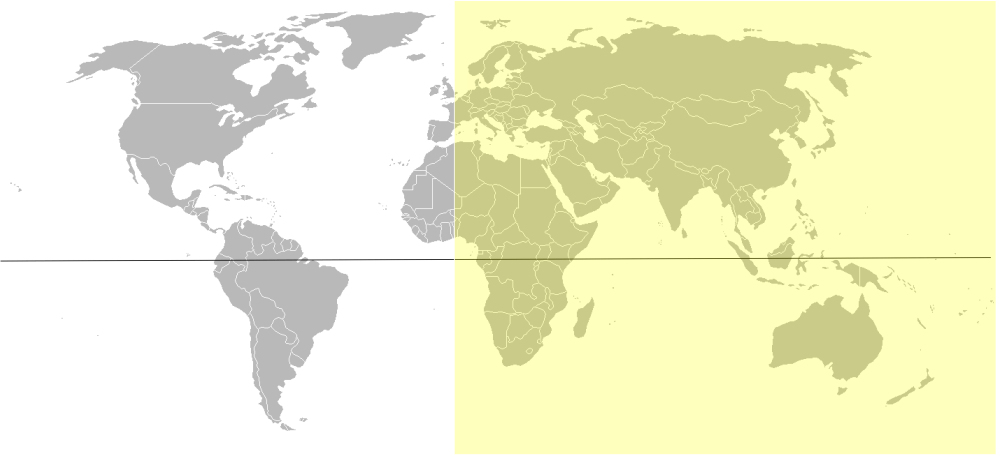
Територія східної півкулі виділена жовтим

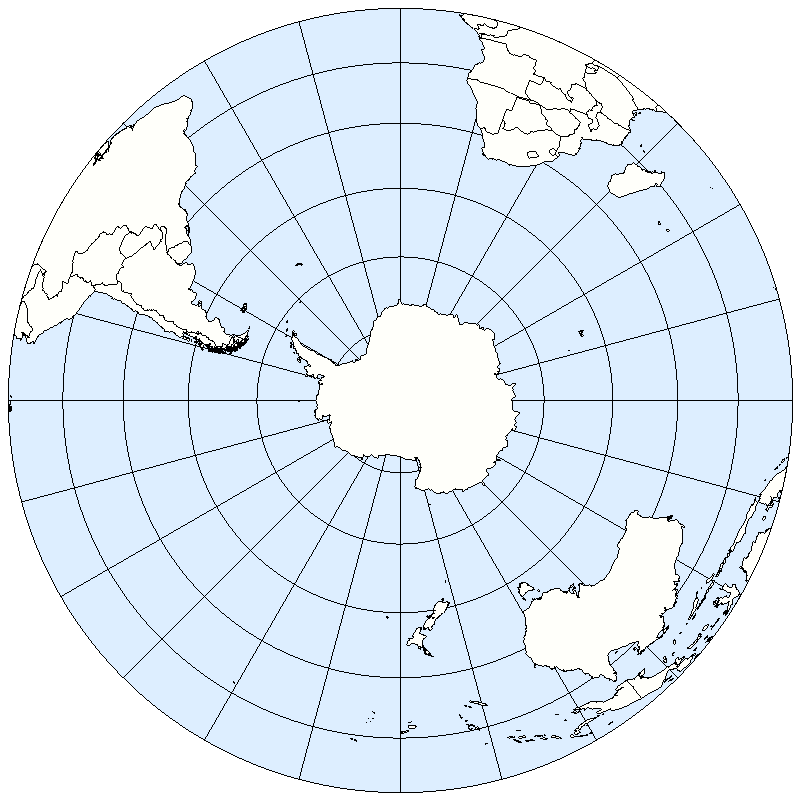
Вигляд південної півкулі з Південного полюсу Землі

Півку́лі Землі́ (англ. global hemispheres; нім. Erdhalbkugeln f pl, Erdhemisphären f pl) — дві половини сферичної поверхні планети Земля, які поділяють за певними ознаками. Зазвичай Землю поділяють на:
- північну та південну (по екватору);
- східну та західну (по Гринвіцькому та 180° меридіанам; інколи по меридіану 160° східної і 20° західної довготи за Гринвічем), при цьому у східній півкулі повністю розташована Європа, Африка, Австралія і майже вся Азія, а в західні півкулі — Америка;
- материкову (з центром на південному заході Франції — суходіл займає близько 47 % площі) та океанічну (з центром на схід від Нової Зеландії — суходіл займає близько 9 %).

## Асиметричність півкуль
Асиметричність північної та південної півкуль виражається як у розподілі материків та океанів, так й у розподілі типів земної кори, льодовиків, географічних зон, висот і глибин. Більша частина материків розташована в північній півкулі, де вони займають площу понад 100 млн км², 67 % площі поверхні всього суходолу і 39 % площі поверхні півкулі. Більша частина океанів розташована в південній півкулі, де вони займають 68 % площі поверхні всього суходолу планети і 80 % площі поверхні власне півкулі. Асиметрія півкуль властива також планетам земної групи: Меркурію, Венері, Марсу та Місяцю.

### Термічна асиметричність
Асиметричність півкуль у розподілі материків і океанів впливає на розподіл термічних умов, температури. Північна півкуля тепліша за південну приблизно на 3,1 °C, що пояснюється охолоджувальним впливом Антарктичного льодовика, поверхня якого відбиває 60 % сонячної радіації. Крім того, океанічна південна куля більшою мірою вкрита хмарами, хоч водночас океан поглинає й більше сонячної радіації. Висока теплоємність води та розподіл тепла в потужному шарі океанського термоклину спричинюють те, що температура океану в низьких та середніх широтах нижча, ніж на суходолі, навіть за умови надходження більшої кількості радіаційного тепла.
| Широта                     | Температура °C | Різниця з іншою півкулею |
| -------------------------- | -------------- | ------------------------ |
| Північна півкуля — 15,9 °C |                |                          |
| 90—80°                     | –18,5          | 29,0                     |
| 80—70°                     | –12,4          | 8,8                      |
| 70—60°                     | –2,5           | 7,9                      |
| 60—50°                     | 2,9            | –1,9                     |
| 50—40°                     | 9,5            | –1,1                     |
| 40—30°                     | 17,7           | 1,9                      |
| 30—20°                     | 24,1           | 4,9                      |
| 20—10°                     | 27,7           | 3,7                      |
| 10—0°                      | 27,9           | 2,3                      |
| Південна півкуля 12,8 °C   |                |                          |
| 0—10°                      | 24,6           | –2,3                     |
| 10—20°                     | 23,0           | –3,7                     |
| 20—30°                     | 19,2           | –4,9                     |
| 30—40°                     | 15,8           | –1,9                     |
| 40—50°                     | 10,6           | 1,1                      |
| 50—60°                     | 4,8            | 1,9                      |
| 60—70°                     | –9,4           | –7,9                     |
| 70—80°                     | –21,2          | –8,8                     |
| 80—90°                     | –47,5          | –29,0                    |
| Середня                    |                | 3,1                      |

Термічний екватор — лінія (ізотерма), що сполучає точки з найвищими на земній поверхні середніми температурами повітря. Він лежить у районі 5—10° північної широти.

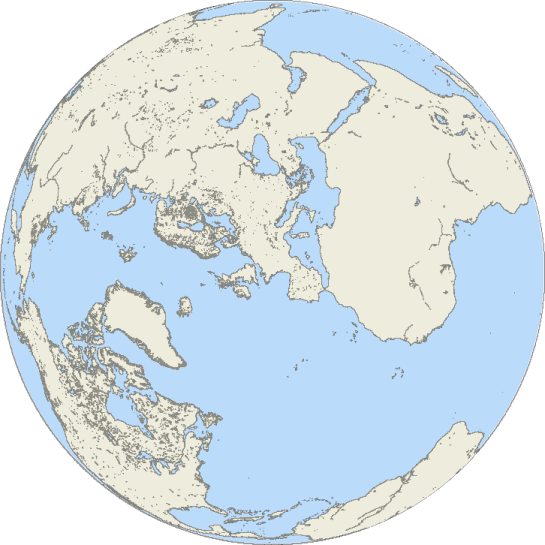
Материкова півкуля
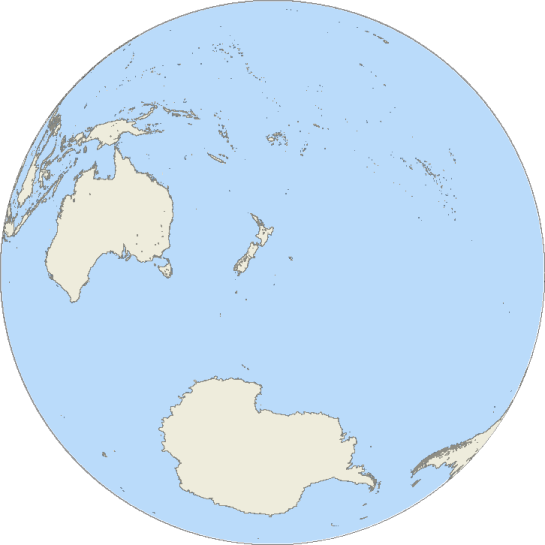
Океанічна півкуля
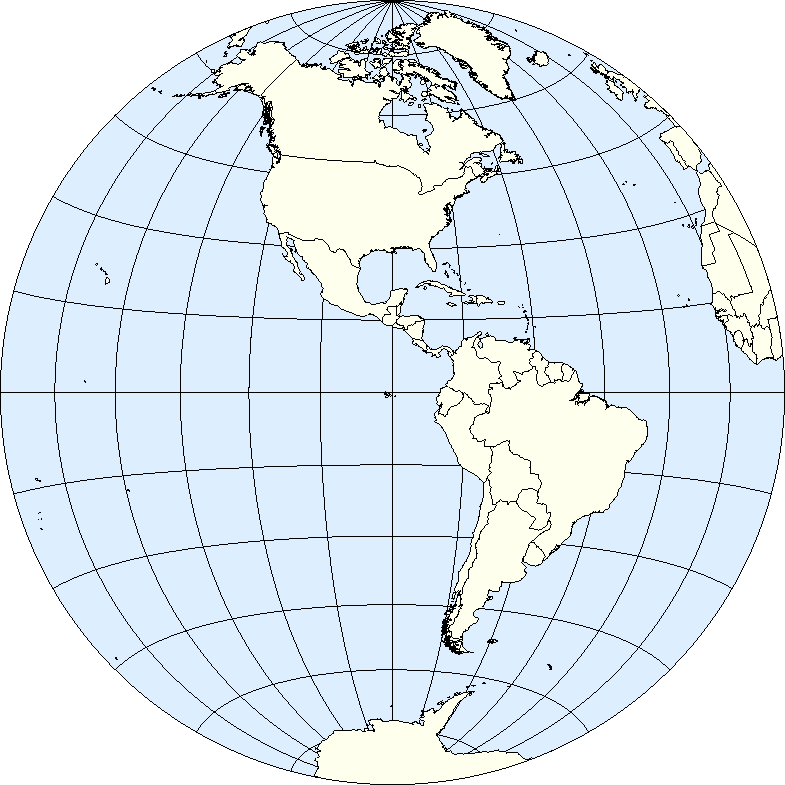
Західна півкуля
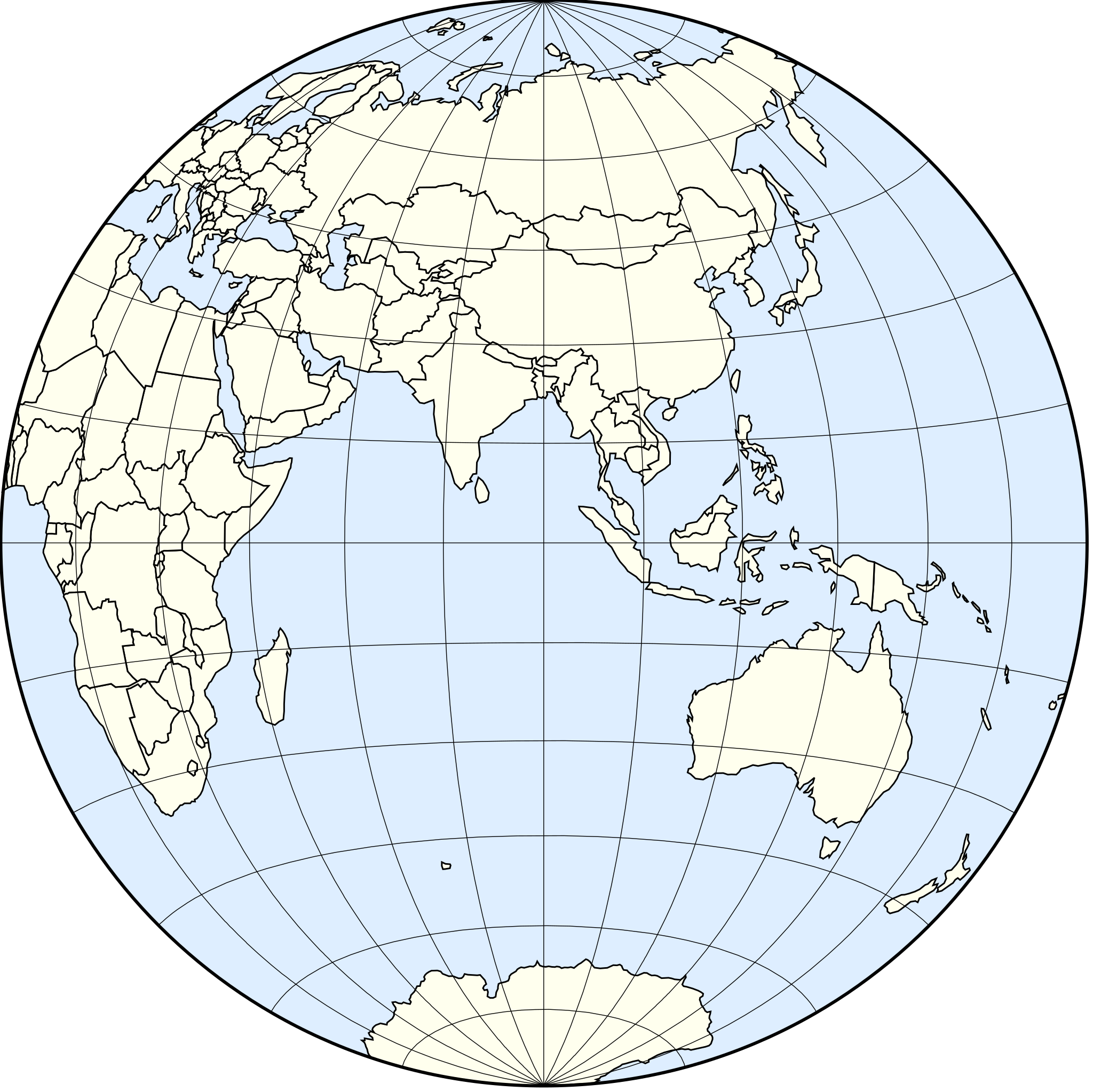
Східна півкуля